# De Heraut

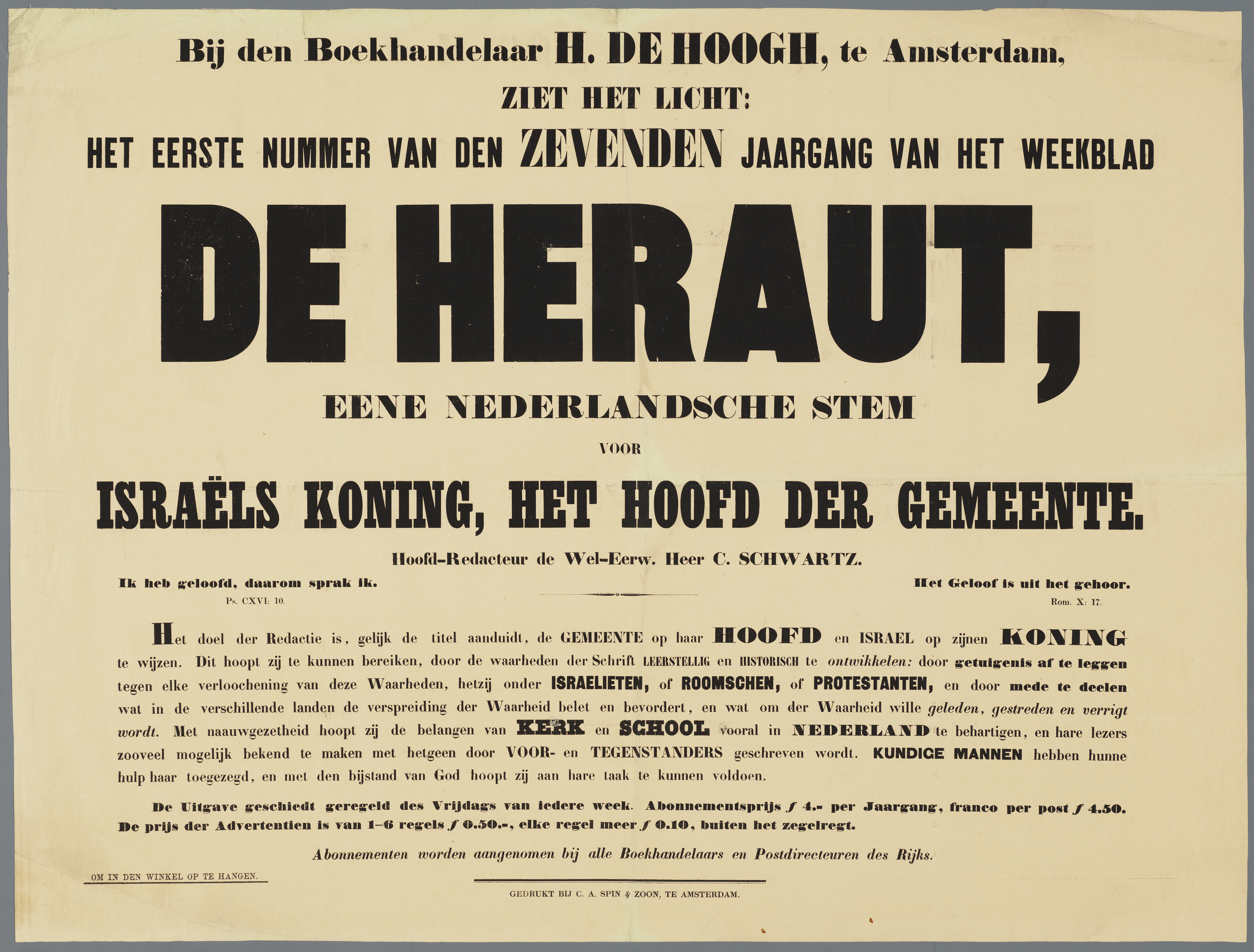
Affiche voor De Heraut uit 1857

De Heraut was een gereformeerd kerkblad dat in 1850 voor het eerst verscheen. Van 1886 tot 1945 was het voornaamste kerkblad van de Gereformeerde Kerken in Nederland.
Het blad werd in 1850 opgericht door C.A.F. Schwartz, de predikant van de Schotse Zendingskerk in Amsterdam, die het blad gebruikte om het publiek te informeren over zijn zendingswerk onder de Joden. Het blad kreeg een bredere inhoud omdat het een van de weinige spreekbuizen van het gereformeerde volksdeel was die los stond van de Nederlandse Hervormde Kerk.
In 1870 kreeg Abraham Kuyper de leiding over het blad. Deze gebruikte het weekblad niet alleen voor theologische onderwerpen, maar ook als podium voor zijn politieke activiteiten. Hij staakte eind maart 1872 de uitgave vanwege zijn werkzaamheden voor de door hem opgerichte krant De Standaard die op 1 april 1872 voor het eerst verscheen. In december 1877 verscheen De Heraut opnieuw onder hoofdredacteurschap van Kuyper, die ook eigenaar van het blad was. Na het ontstaan van de Gereformeerde Kerken in Nederland als gevolg van de Doleantie in 1886 kreeg het blad in 1887 de ondertitel van de gereformeerde kerken in Nederland, die in 1913 werd gewijzigd in voor de Gereformeerde Kerken in Nederland.
Na het overlijden van Kuyper in 1920 nam zijn zoon Herman Huber Kuyper de leiding van het blad op zich. Eigenaar van het blad werd de in 1921 opgerichte N.V. "De Heraut", weekblad voor Gereformeerde Kerken. De N.V. was gevestigd in Amsterdam. Het doel was het exploiteren en uitgeven van het door Kuyper opgerichte weekblad. De Heraut bleef verschijnen tot januari 1945, toen de publicatie wegens de oorlogsomstandigheden moest worden gestaakt. Na de Tweede Wereldoorlog verscheen het blad niet meer opnieuw vanwege de slechte reputatie die het wegens de twijfelachtige houding van H.H. Kuyper in oorlogstijd had gekregen. Zijn toegeeflijkheid ten opzichte van de Duitse bezettingsmacht was er mede de reden van dat het blad ondanks de heersende papierschaarste nog zo lang kon verschijnen.